# Сороки (Псковская область)
Сороки — деревня в Невельском районе Псковской области России. Входит в состав Артёмовской волости. 

## География
Деревня расположена к юго-востоку от озера Еменец, примерно в 16 километрах к югу от районного центра, города Невель и в 5 км к северо-западу от бывшего волостного центра, деревни Лобок.

## Население
| 2001 | 2002 | 2010 |
| ---- | ---- | ---- |
| 117  | ↘109 | ↘90  |

Численность населения деревни по оценке на начало 2001 года составляла 117 жителей.

## История
С января 1995 до апреля 2015 года деревня входила в состав ныне упразднённой Лобковской волости.